# Mürzzuschlag
Mürzzuschlag là một đô thị thuộc huyện Mürzzuschlag bang Steiermark, nước Áo. Đô thị Mürzzuschlag có diện tích 12,26 km², dân số thời điểm cuối năm 2008 là 670 người.
Đây là quê hương của Elfriede Jelinek, người đoạt Giải Nobel văn chương.
Đây là một địa điểm thể thao mùa Đông nổi tiếng, thị xã nằm về phía nam Viên.
Thị xã có bảo tàng thể thao mùa Đông và trượt tuyết lớn nhất thế giới.